# Krizsán P. Pál
Krizsán P. Pál, írói álneve: ego, (Nagybánya, 1891. június 11. – Nagybánya, 1965. március 7.) magyar újságíró, szerkesztő.

## Életútja
Gimnáziumi tanulmányait szülővárosában végezte, Sárospatakon szerzett tanítói diplomát. Szatmárnémetiben, Szinérváralján, Magyarnádason tanított. Első cikkeit a Néptanítók Lapja közölte. 1921-től a Nagybánya című hetilap szerkesztője, itt s az Ellenzékben jelentek meg írásai. Nagybányán jelentek meg A toll (1919), A penna (1921), Tom Tomson (1922), Színház és sport (1923) című füzetei, A házasság "válsága" című szociológiai elemzését a Nyugat közölte (Budapest, 1926).

## Kötetei
- Nagybánya tükre : turisztikai útikalauz. Nagybánya, 1933
- Phönixmadár ("megtörtént tragédia", egyfelvonásos dráma Józsa Béla vértanúhaláláról, Nagybánya, 1948)

## További irodalom
- Fazekas György: A "Nagybánya" és az "öreg dobos". Erdélyi Féniks, Nagybánya, 1991/7.